# Lista
|  | Per a altres significats, vegeu «Lista (Madrid)». |

Lista (en grec antic Λίστα) va ser una antiga ciutat del centre de la península Itàlica que segons Varró era la metròpoli dels aborígens quan aquestos encara vivien a les valls muntanyoses de la regió de Reate.
La ciutat va ser ocupada pels sabins en un atac sorpresa de nit des Amiternum i la seva gent es va refugiar a Reate, des d'on van fer diverses sortides nocturnes per intentar recuperar la seva ciutat. Com que no van poder, van declarar el seu territori sagrat sense poder ser ocupat per ningú, ja que s'exposava a les malediccions dels déus, i així va quedar despoblat. Varró diu que va veure les seves ruïnes, i que el lloc encara era recordat. Podria correspondre a unes ruïnes prop de Castore, al costat de Santa Anatolia, a la vall del Salto, a uns 50 km de Rieti; però altres les situen a Civita Ducale, al lloc de Monte di Lesta, a uns 5 km de Rieti.